# Звонкий увулярный имплозив
Звонкий увулярный имплозив — согласный звук, встречающийся в очень немногих языках. Одним из таких языков является майянский мамский язык, например, в слове q'a /ʛa/  'огонь'.
Характеристики:
- Увулярный
- Звонкий
- Смычный
- Взрывной

Символ «Латинская буква маленькая заглавная g с крючком» был утверждён как часть Юникода версии 1.1 в 1993 г.